# Il bene mio
Il bene mio è un film del 2018 diretto da Pippo Mezzapesa.

## Trama
Elia, ultimo abitante di Provvidenza, paese distrutto da un terremoto, rifiuta di adeguarsi al resto della comunità che, trasferendosi a “Nuova Provvidenza”, ha preferito dimenticare. Per Elia, invece, il suo paese vive ancora e, grazie all’aiuto del suo migliore amico Gesualdo, cerca di tenerne vivo il ricordo. Quando il Sindaco gli intima di abbandonare Provvidenza, Elia sembrerebbe quasi convincersi a lasciare tutto, se non cominciasse, d’un tratto, ad avvertire una strana presenza. In realtà, a nascondersi tra le macerie della scuola, dove durante il terremoto perse la vita sua moglie, è Noor. Lei è una giovane donna in fuga e sarà questo incontro, insieme al desiderio di continuare a custodire la memoria di Provvidenza, a mettere Elia di fronte a una inesorabile scelta.

## Colonna sonora
La colonna sonora del film è stata candidata ai Globi d'oro 2019.

## Distribuzione
Il film è stato distribuito nelle sale cinematografiche italiane dal 4 ottobre 2018.